# Heaven and Hull
Heaven and Hull — третий сольный альбом гитариста, композитора и продюсера Мика Ронсона. Альбом (под рабочим названием To Hull and back, Халл — родной город Мика) записывался в последние годы жизни музыканта при участии его коллег: Иэн Хантер, Джо Эллиотт, Крисси Хайнд, Джон Мелленкамп и Дэвид Боуи поют на альбоме соло и дуэтом с Миком. Треки альбома отличаются превосходным звучанием гитары. Последний трек — выступление на концерте памяти Фредди Меркьюри.

## Список композиций альбома
1. «Don’t Look Down»
2. «Like a Rolling Stone»
3. «When the World Falls Down»
4. «Trouble With Me»
5. «Life’s a River»
6. «You and Me»
7. «Colour Me»
8. «Take a Long Line»
9. «Midnight Love»
10. «All the Young Dudes» (Live)